# Итайпе
Итайпе (порт. Itaipé) — муниципалитет в Бразилии, входит в штат Минас-Жерайс. Составная часть мезорегиона Вали-ду-Мукури. Входит в экономико-статистический микрорегион Теофилу-Отони. Население составляет 11 497 человек на 2007 год. Занимает площадь 482,931 км². Плотность населения — 23,8 чел./км².

## История
Город основан 31 декабря 1962 года. 

## Статистика
- Валовой внутренний продукт на 2004 год составляет 37 683 000,00 реалов (данные: Бразильский институт географии и статистики).
- Валовой внутренний продукт на душу населения на 2004 год составляет 3184,00 реалов (данные: Бразильский институт географии и статистики).
- Индекс развития человеческого потенциала на 2000 год составляет 0,633 (данные: Программа развития ООН).

## Галерея

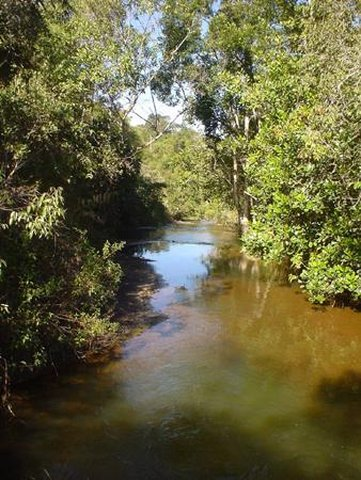
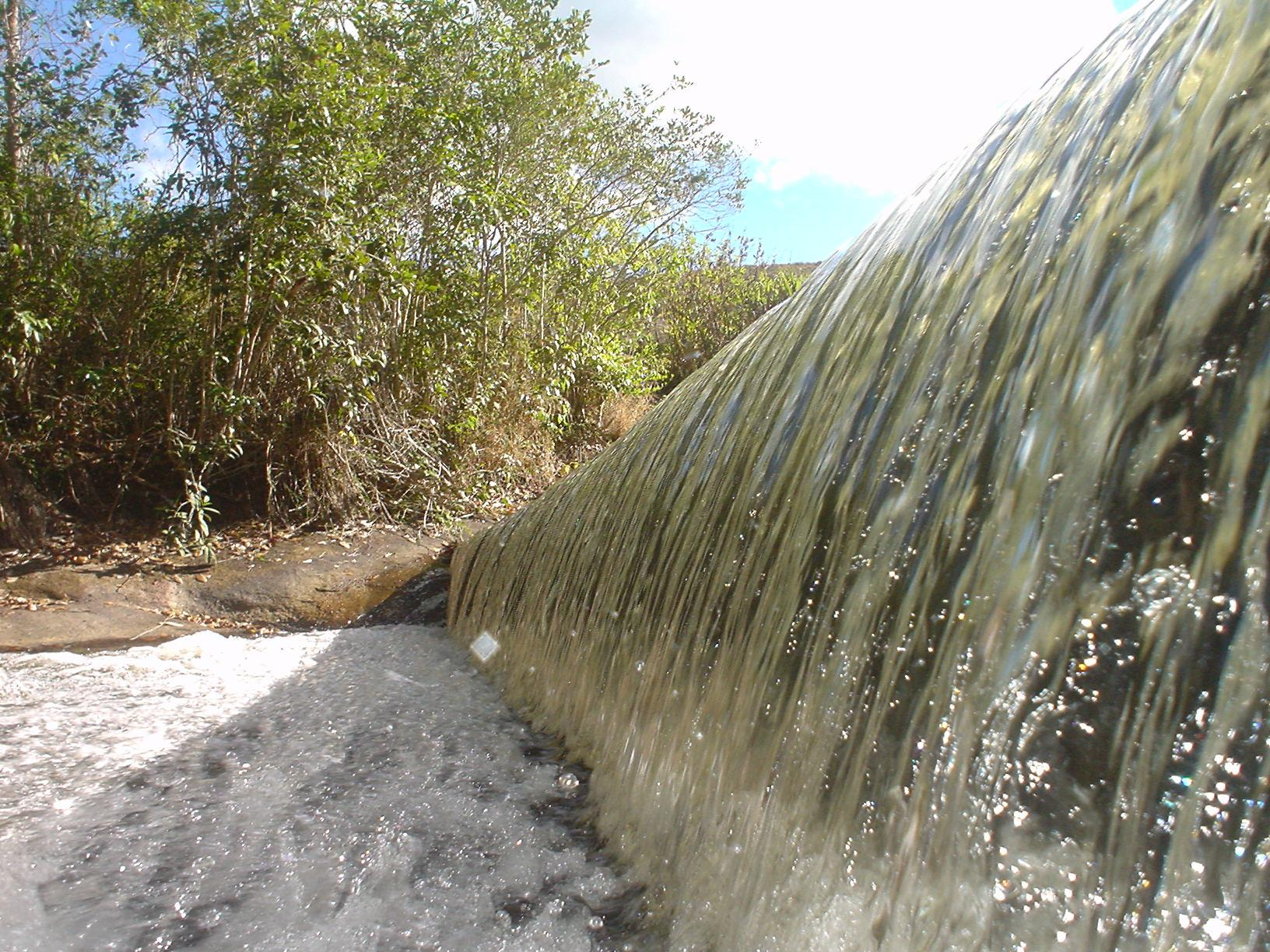
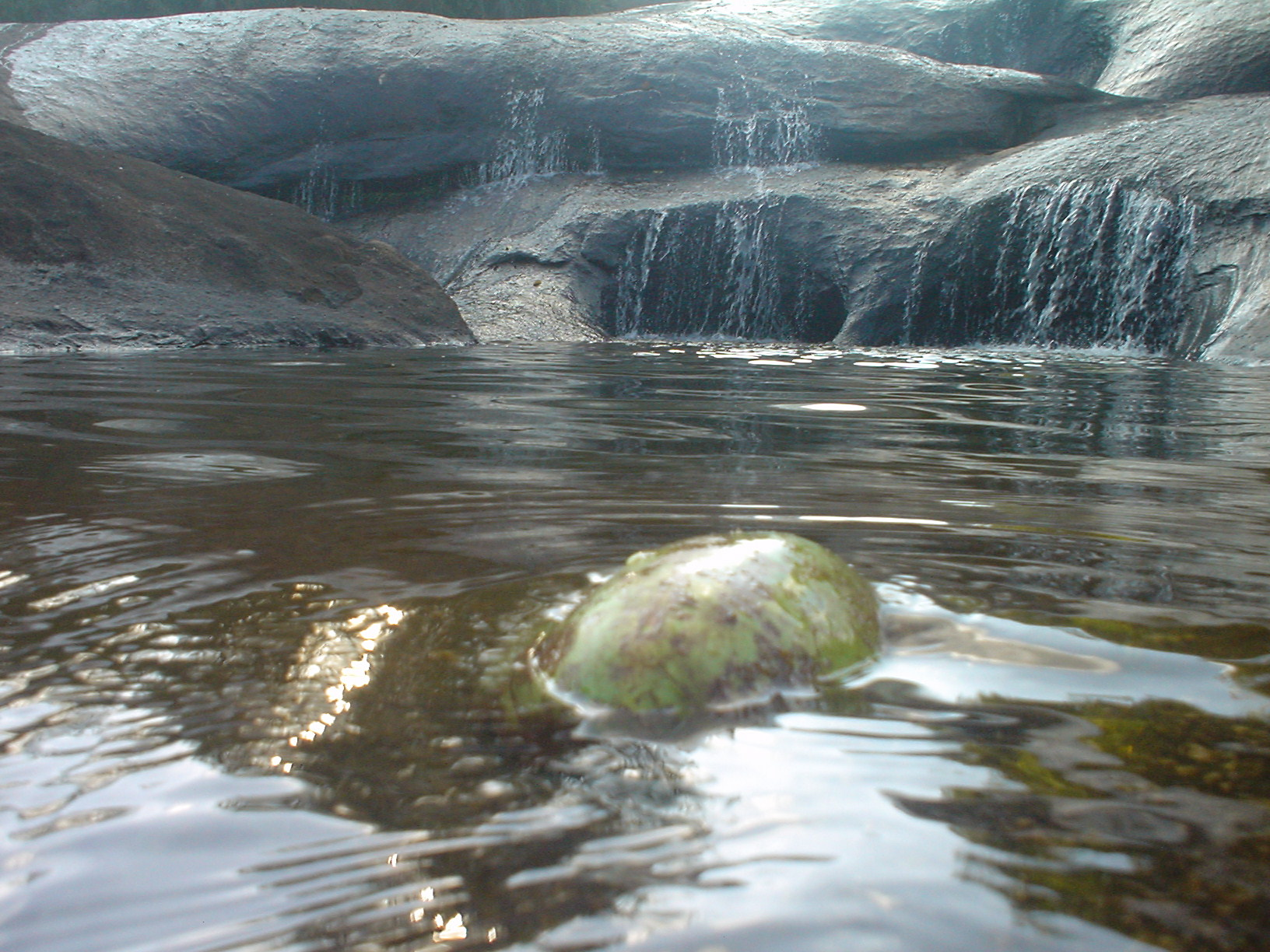